# Trophée Louis-Vuitton
Ne pas confondre avec la Coupe Louis-Vuitton, compétition sportive de voile, préliminaire à la Coupe de l'America, ni avec le Louis Vuitton Classic, concours d'élégance et rallye pour automobiles de prestige, créé en 1993.
Pour les articles homonymes, voir Louis Vuitton (homonymie).
Le Trophée Louis-Vuitton (en anglais : Louis Vuitton Trophy) est une série de quatre compétitions sportives à la voile qui se sont déroulées de novembre 2009 à novembre 2010, à bord de Class America. Comme pour la coupe de l'America, les régates sont des épreuves de match racing, opposant deux bateaux à la fois. Emirates Team New Zealand a remporté trois des quatre épreuves.
Elle fait suite aux Louis Vuitton Pacific Series, courues en janvier et février 2008, dans le but de permettre aux syndicats participant à la coupe de l'America de continuer à naviguer pendant la bataille légale qui opposa le defender suisse Alinghi et le challenger américain BMW Oracle Racing de 2007 à 2010. 
Chaque épreuve rassemble entre huit et dix syndicats s'affrontant en round-robin avant les phases éliminatoires désignant le vainqueur. Dans le but de réduire les coûts et permettre la participation d'un grand nombre d'équipes, chaque épreuve est courue sur des quatre Class America loués à deux syndicats.

## Syndicats
| Pays              | Syndicat                  | Yacht-club                                                | Skipper                                    | Notes |
| ----------------- | ------------------------- | --------------------------------------------------------- | ------------------------------------------ | --- |
| Nouvelle-Zélande  | Emirates Team New Zealand | Royal New Zealand Yacht Squadron                          | Dean Barker                                | Hôte (Auckland). |
| États-Unis        | BMW Oracle Racing         | Golden Gate Yacht Club                                    | James Spithill, Gavin Brady, Hamish Pepper | L'équipage présent à Nice est détaché de celui participant à la coupe de l'America 2010. N'a pas participé à l'événement tenu à Auckland. |
| Suède             | Team Artemis              | Royal Swedish Yacht Club                                  | Paul Cayard                                | |
| France/ Allemagne | ALL4ONE                   | Cercle de la voile de Paris / Kieler Yacht-Club           | Sébastien Col, Jochen Schümann             | Hôte (Nice). Arbore le pavillon de nationalité français pour la première épreuve, le pavillon allemand pour les suivantes.                |
| France            | Team French Spirit        |                                                           | Bertrand Pacé                              | |
| Russie            | Team Synergy              |                                                           | Karol Jablonski                            | |
| Italie            | Mascalzone Latino         | Reale Yacht Club Canottieri Savoia / Club Nautico di Roma | Gavin Brady                                | Hôte (La Maddalena). N'a pas participé à l'événement tenu à Nice.                                                                         |
| Italie            | Azzurra                   | Yacht Club Costa Smeralda                                 | Francesco Bruni, Tommaso Chieffi           | |
| Royaume-Uni       | Team Origin               | Royal Thames Yacht Club                                   | Ben Ainslie                                | |
| Italie            | Luna Rossa                | Yacht Club Italiano                                       | Ed Baird                                   | N'a pas participé aux événements de Nice et Auckland.                                                                                     |

## Épreuves
Un trophée est attribué au vainqueur de chacune des quatre compétitions, tenues dans quatre pays différents entre novembre 2009 et novembre 2010. Un cinquième événement était prévu en janvier 2011 à Hong Kong mais a été annulé après l'annonce de la création des America's Cup World Series sur un nouveau voilier, le catamaran AC45.
| Date                 | Lieu         | Vainqueur                 | Finaliste                 |
| -------------------- | ------------ | ------------------------- | ------------------------- |
| 7–22 novembrr 2009   | Nice         | Azzurra                   | Emirates Team New Zealand |
| 9–21 mars 2010       | Auckland     | Emirates Team New Zealand | Mascalzone Latino         |
| 22 mai - 6 juin 2010 | La Maddalena | Emirates Team New Zealand | Team Synergy              |
| 13–28 novembre 2010  | Dubaï        | Emirates Team New Zealand | BMW Oracle Racing         |

## Class America utilisés
Toutes les régates ont été courues sur des Class America loués par différents syndicats.
| Regatta      | Shared Yachts |
| ------------ | --- |
| Nice         | ITA-90 et ITA-99 (Mascalzone Latino), FRA-93 (All4One), GBR-75 (Team Origin)                                       |
| Auckland     | NZL-84 et NZL-92 (Team New Zealand). USA-87 (BMW Oracle Racing) a été préparé en réserve mais n'a pas été utilisé. |
| La Maddalena | ITA-90 et ITA-99 (Mascalzone Latino), USA-87 et USA-98 (BMW Oracle Racing)                                         |
| Dubaï        | NZL-84 et NZL-92 (Emirates Team New Zealand), USA-87 et USA-98 (BMW Oracle Racing)                                 |